# Alberto Ruben Arena
Alberto Ruben Arena (Torre del Greco, 12 aprile 1992) è un arbitro di calcio italiano.

## Biografia
Laureato in scienze motorie, è figlio dell'ex arbitro di calcio Francesco Arena, affiliato alla CAN A-B dal 1991 al 1995.

## Carriera
Iscritto alla sezione AIA di Torre del Greco, giunge in Serie D nel 2016, per poi venire promosso in Serie C nell'estate del 2019, dopo aver diretto il 18 maggio 2019 la finale di Coppa Italia Serie D tra Matelica e Messina (1-0). Al termine della stagione 2023-2024, viene designato per dirigere la finale d'andata dei playoff di Serie C L.R. Vicenza-Carrarese, disputata il 5 giugno e terminata 0-0.
Dopo aver arbitrato Empoli-Catanzaro il 10 agosto 2024, dei trentaduesimi di Coppa Italia, il 17 agosto esordisce in Serie B in Reggiana-Mantova.
L'esordio in Serie A avviene alla 34ª giornata di campionato, dove è designato per Como-Genoa (1-0).